# Giro de Lombardía 2004
El Giro de Lombardía 2004, la 98.ª edición de esta clásica ciclista, se disputó el sábado 16 de octubre de 2004, con un recorrido de 246 km entre Mendrisio y Como. Damiano Cunego consiguió ganar por primera vez esta carrera superando a sus cinco compañeros de fuga. El holandés Michael Boogerd y el italiano Ivan Basso acabaron segundo y tercero respectivamente.

## Clasificación final
| Posición | Ciclista          | Equipo                    | Tiempo     |
| -------- | ----------------- | ------------------------- | ---------- |
| 1        | Damiano Cunego    | Saeco                     | 6h 17' 55" |
| 2        | Michael Boogerd   | Rabobank                  | m. t.      |
| 3        | Ivan Basso        | Team CSC                  | m. t.      |
| 4        | Cadel Evans       | T-Mobile Team             | m. t.      |
| 5        | Daniele Nardello  | T-Mobile Team             | + 2"       |
| 6        | Marzio Bruseghin  | Fassa Bortolo             | + 17"      |
| 7        | Eddy Mazzoleni    | Saeco                     | m. t.      |
| 8        | Dario Frigo       | Fassa Bortolo             | m. t.      |
| 9        | Franco Pellizotti | Alessio-Bianchi           | m. t.      |
| 10       | Luca Mazzanti     | Ceramiche Panaria-Margres | m. t.      |